# Francisco Trincão
Francisco António Machado Mota de Castro Trincão, född 29 december 1999 i Viana do Castelo, är en portugisisk fotbollsspelare som spelar för Sporting Lissabon, på lån från Barcelona. Han representerar även det portugisiska landslaget.